# Recorrido de la antorcha olímpica en los Juegos Olímpicos de Londres 2012

Recorrido de la antorcha en la Gran Bretaña e Irlanda.

El recorrido de la antorcha de los Juegos Olímpicos de Londres 2012 se inició el día 10 de mayo en Grecia y concluyó el 27 de julio en la ceremonia de apertura que tuvo lugar en el Estadio Olímpico de Londres.
En el Reino Unido la trayectoria comenzó en Land's End, Cornualles, Inglaterra y continuó a lo largo de setenta días con un trayecto de ocho mil millas (12.870 km), siendo transportada por ocho mil portadores. A diferencia de ediciones anteriores, no existió un recorrido internacional, aunque incluyó una etapa en la ciudad de Dublín, República de Irlanda.

## La antorcha

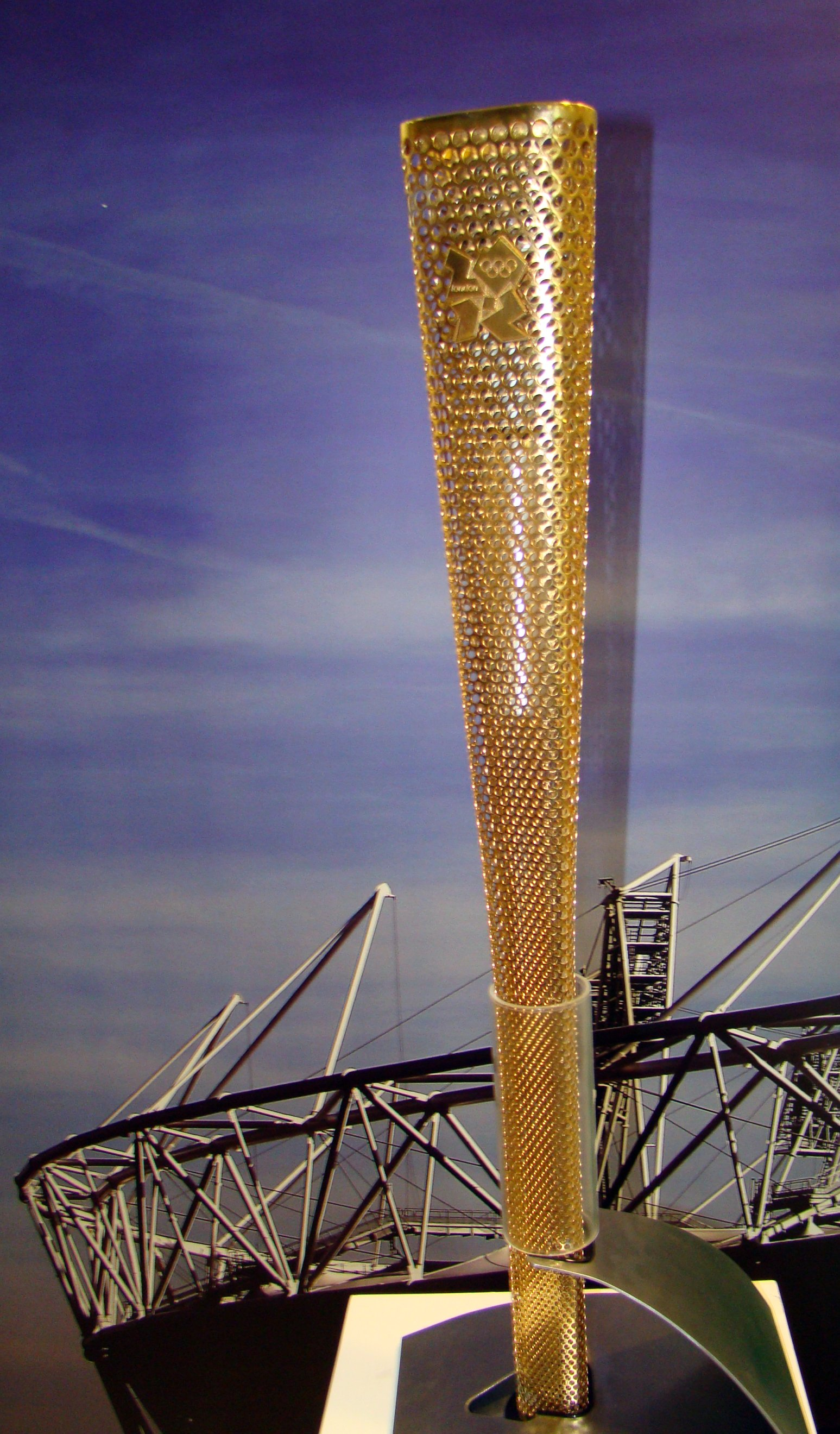
La antorcha olímpica de Londres 2012.

La antorcha olímpica fue exhibida por primera vez al público en la Estación de St. Pancras el 8 de junio de 2011 por el presidente del comité organizador, Sebastian Coe. Sus diseñadores fueron Edward Barber y Jay Osgerby quienes resultaron los ganadores del concurso público promovido por las autoridades de los Juegos.
El material de la antorcha era de aleación de aluminio y, según uno de sus creadores, se trató que fuese un objeto funcional y simple, similar al testigo utilizado en las carreras de relevos. Su altura era de 80 cm y se asemejaba a una malla, la cual contenía ocho mil agujeros que representaban el número de portadores en toda la ruta. Su función era la de disipar el calor de la llama para que no se transfiriera al mango de la misma, además de facilitar el agarre. Tenía un peso de 800 g, y contenía una bombona de gas que alimentaba la llama con una autonomía de unas 30 horas. El implemento fue sometido a pruebas para corroborar su resistencia a diferentes tipos de clima en las instalaciones de BMW en Múnich, Alemania.
La antorcha tenía un diseño triangular, inspirado en dos reconocidos «tríos» del olimpismo: los valores de «respeto, excelencia y amistad»; y el lema «más rápido, más alto, más fuerte»; así como las veces que el Reino Unido había acogido unos juegos Olímpicos, como lo fueron en 1908, 1948 y 2012; además de los tres campos en que la organización trabajó en los juegos: «deporte, educación y cultura». Su color dorado representaba a la misma llama olímpica.

## Recorrido
Como ha sido tradición, la llama olímpica fue encendida el día 10 de mayo en Grecia, en el templo de Hera, y por una semana fue transportada en dicho país por 3.000 km y llevada por 490 portadores. El primero de ellos fue el nadador griego Spyros Gianniotis. El día 17, en el Estadio Panathinaikó de Atenas, la antorcha fue entregada a un representante del comité organizador, mientras que la siguiente jornada fue transportada por avión hacia Londres. Por decisión del Comité Olímpico Internacional, no se estableció un recorrido internacional para evitar las protestas registradas en el recorrido hacia los juegos del año 2008.
Ya en el Reino Unido, el día 19 de mayo se inició el trayecto de 8.000 millas (12.870 kilómetros) desde Land's End. Se pretendía que la antorcha fuera vista por el 95% de la población, que comprendía además la isla de Man, Guernsey y Jersey. El recorrido atravesó 1.019 localidades, y se realizaron celebraciones públicas en casi todas aquellas en las que terminaba cada jornada.
Aparte de los portadores a pie, la antorcha fue transportada en bicicleta, moto, barco, caballo, tranvía y globo; y pasó por sitios históricos como Stonehenge, el Lago Ness, las termas romanas de Bath, el Parque nacional Snowdonia o el río Támesis, entre otros. El viaje duró 70 días y culminó en el Estadio Olímpico el día de la ceremonia inaugural.

## Portadores

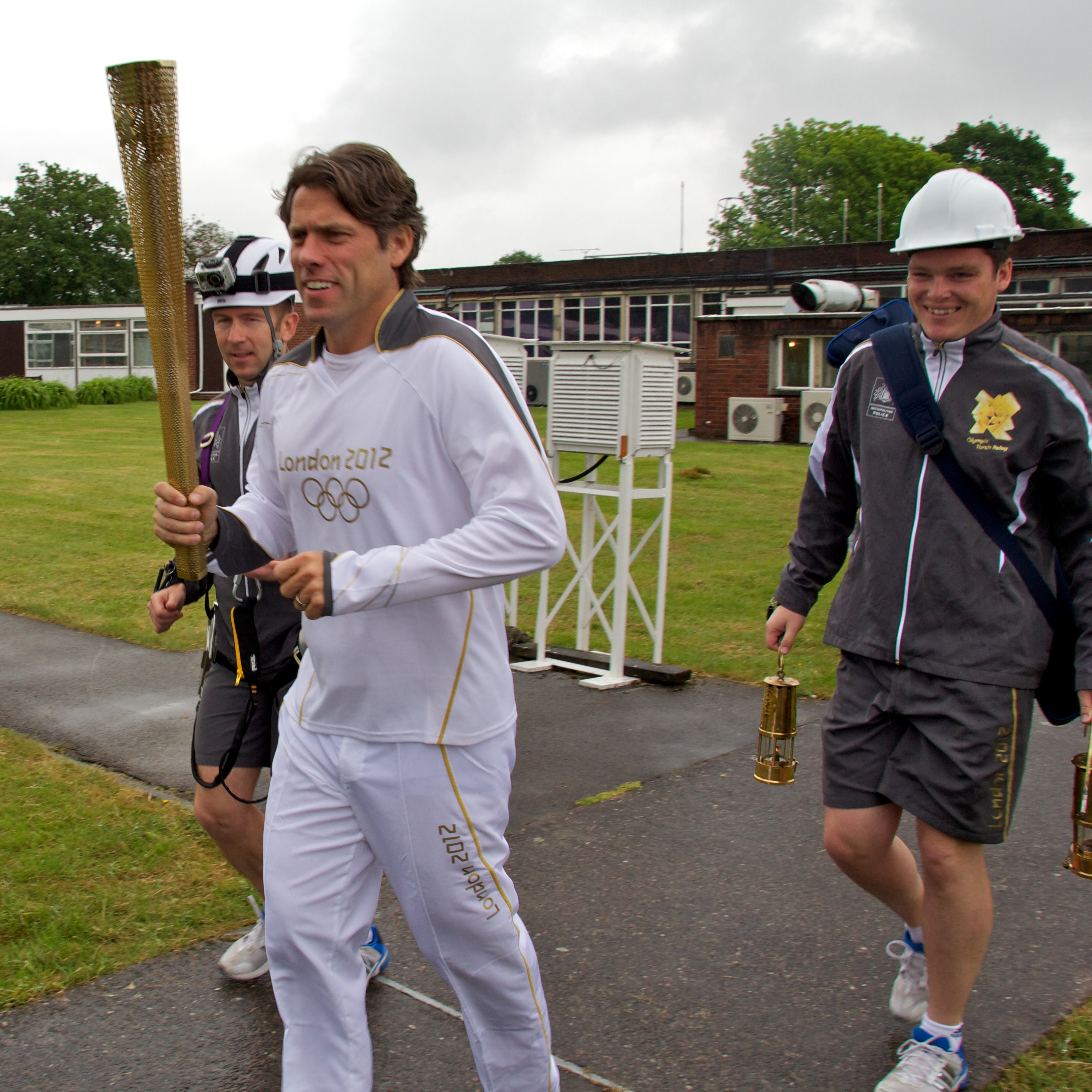
Un portador de la antorcha.

El número de portadores de la antorcha olímpica ascendió a ocho mil en el Reino Unido, cada uno con una réplica de la misma, lo que hacía un promedio de 115 corredores por día. Su proceso de selección fue meticuloso, ya que cada uno de ellos tenía una biografía ejemplar.
Cada portador cubría una distancia aproximada de 300 metros. El uniforme de los corredores, diseñado por Adidas, era blanco con franjas doradas alrededor del cuello, hombros y en los brazos hasta terminar en el puño de la camisa. Ellos fueron acompañados por equipos de relevo y otros que brindaban seguridad.
Ya en suelo británico la antorcha fue encendida desde un pebetero por el futbolista David Beckham, mientras que el primer portador fue el velerista y triple campeón olímpico Ben Ainslie.
El día de la inauguración, el trayecto final involucró nuevamente a David Beckham quien, desde un bote que había atravesado el río Támesis, traspasó la llama al pentacampeón olímpico Steve Redgrave en un pequeño embarcadero. Redgrave se dirigió al estadio y entregó la llama a siete jóvenes elegidos por medallistas británicos. Las jóvenes promesas recibieron un «permiso» de personalidades del deporte y posteriormente encendieron el pebetero conformado por 204 piezas que representaban a las delegaciones participantes.

## Recorrido de la antorcha olímpica en Grecia
| Día                  | Inicio             | Algunos destinos intermedios | Destino                                  |
| -------------------- | ------------------ | ---------------------------- | ---------------------------------------- |
| Jueves 10 de mayo    | Olimpia            | Pyrgos, Corinto              | El Pireo (transferencia en Bote a Creta) |
| Viernes 11 de mayo   | Kissamos           | Cnossos, Iraklion            | Megisti                                  |
| Sábado 12 de mayo    | El Pireo           | Patras                       | Ioannina                                 |
| Domingo 13 de mayo   | Ioannina           | Tesalónica                   | Kavala                                   |
| Lunes 14 de mayo     | Kavala             | Kipi                         | Drama                                    |
| Martes 15 de mayo    | Drama              | Lárisa, Volos                | Lamia                                    |
| Miércoles 16 de mayo | Lamia              | El Pireo                     | Atenas (Acrópolis)                       |
| Jueves 17 de mayo    | Atenas (Acrópolis) | Centro de Atenas, Zappeion   | Atenas (Estadio Panathinaiko)            |

## Lugares de inicio y destino del recorrido por día en el Reino Unido y la República de Irlanda
| Día                   | Inicio                   | Destino                     | Parte |
| --------------------- | ------------------------ | --------------------------- | ----- |
| Sábado 19 de mayo     | Land's End               | Plymouth                    | 1     |
| Domingo 20 de mayo    | Plymouth                 | Exeter                      | 2     |
| Lunes 21 de mayo      | Exeter                   | Taunton                     | 3     |
| Martes 22 de mayo     | Taunton                  | Bristol                     | 4     |
| Miércoles 23 de mayo  | Bristol                  | Cheltenham                  | 5     |
| Jueves 24 de mayo     | Gloucester               | Worcester                   | 6     |
| Viernes 25 de mayo    | Worcester                | Cardiff                     | 7     |
| Sábado 26 de mayo     | Cardiff                  | Swansea                     | 8     |
| Domingo 27 de mayo    | Swansea                  | Aberystwyth                 | 9     |
| Lunes 28 de mayo      | Aberystwyth              | Bangor                      | 10    |
| Martes 29 de mayo     | Beaumaris                | Chester                     | 11    |
| Miércoles 30 de mayo  | Chester                  | Stoke-on-Trent              | 12    |
| Jueves 31 de mayo     | Stoke-on-Trent           | Bolton                      | 13    |
| Viernes 1 de junio    | Bolton                   | Liverpool                   | 14    |
| Sábado 2 de junio     | Douglas (Isla de Man)    | Castletown (Isla de Man)    | 15    |
| Domingo 3 de junio    | Belfast                  | Portrush                    | 16    |
| Lunes 4 de junio      | Coleraine                | Derry                       | 17    |
| Martes 5 de junio     | Derry                    | Newry                       | 18    |
| Miércoles 6 de junio  | Dublín                   | Belfast                     | 19    |
| Jueves 7 de junio     | Newcastle                | Moorfields                  | 20    |
| Viernes 8 de junio    | Stanraer                 | Glasgow                     | 21    |
| Sábado 9 de junio     | Glasgow                  | Inverness                   | 22    |
| Domingo 10 de junio   | Kirkwall (Islas Orcadas) | Lerwick (Islas Shetland)    | 23    |
| Lunes 11 de junio     | Stornoway                | Aberdeen                    | 24    |
| Martes 12 de junio    | Aberdeen                 | Dundee                      | 25    |
| Miércoles 13 de junio | Saint Andrews            | Edimburgo                   | 26    |
| Jueves 14 de junio    | Edimburgo                | Alnwick                     | 27    |
| Viernes 15 de junio   | Alnwick                  | Newcastle upon Tyne         | 28    |
| Sábado 16 de junio    | Gateshead                | Durham                      | 29    |
| Domingo 17 de junio   | Durham                   | Middlesbrough               | 30    |
| Lunes 18 de junio     | Middlesbrough            | Hull                        | 31    |
| Martes 19 de junio    | Hull                     | York                        | 32    |
| Miércoles 20 de junio | York                     | Carlisle                    | 33    |
| Jueves 21 de junio    | Dumfries                 | Bowness-on-Windermere       | 34    |
| Viernes 22 de junio   | Kendal                   | Blackpool                   | 35    |
| Sábado 23 de junio    | Lytham St. Annes         | Manchester                  | 36    |
| Domingo 24 de junio   | Salford                  | Leeds                       | 37    |
| Lunes 25 de junio     | Leeds                    | Sheffield                   | 38    |
| Martes 26 de junio    | Sheffield                | Cleethorpes                 | 39    |
| Miércoles 27 de junio | Grimsby                  | Lincoln                     | 40    |
| Jueves 28 de junio    | Lincoln                  | Nottingham                  | 41    |
| Viernes 29 de junio   | Nottingham               | Derby                       | 42    |
| Sábado 30 de junio    | Derby                    | Birmingham                  | 43    |
| Domingo 1 de julio    | Birmingham               | Coventry                    | 44    |
| Lunes 2 de julio      | Coventry                 | Leicester                   | 45    |
| Martes 3 de julio     | Leicester                | Peterborough                | 46    |
| Miércoles 4 de julio  | Peterborough             | Norwich                     | 47    |
| Jueves 5 de julio     | Norwich                  | Ipswich                     | 48    |
| Viernes 6 de julio    | Ipswich                  | Chelmsford                  | 49    |
| Sábado 7 de julio     | Chelmsford               | Cambridge                   | 50    |
| Domingo 8 de julio    | Cambridge                | Luton                       | 51    |
| Lunes 9 de julio      | Luton                    | Oxford                      | 52    |
| Martes 10 de julio    | Oxford                   | Reading                     | 53    |
| Miércoles 11 de julio | Reading                  | Salisbury                   | 54    |
| Jueves 12 de julio    | Salisbury                | Weymouth                    | 55    |
| Viernes 13 de julio   | Portland Bill            | Bournemouth                 | 56    |
| Sábado 14 de julio    | Bournemouth              | Southampton                 | 57    |
| Domingo 15 de julio   | Southampton              | Portsmouth                  | 58    |
| Lunes 16 de julio     | Portsmouth               | Brighton & Hove             | 59    |
| Martes 17 de julio    | Brighton & Hove          | Hastings                    | 60    |
| Miércoles 18 de julio | Hastings                 | Dover                       | 61    |
| Jueves 19 de julio    | Deal                     | Maidstone                   | 62    |
| Viernes 20 de julio   | Maidstone                | Guilford                    | 63    |
| Sábado 21 de julio    | Greenwich                | Waltham Forest              | 64    |
| Domingo 22 de julio   | Redbridge                | Bexley                      | 65    |
| Lunes 23 de julio     | Lewisham                 | Wandsworth                  | 66    |
| Martes 24 de julio    | Kingston upon Thames     | Ealing                      | 67    |
| Miércoles 25 de julio | Harrow                   | Haringey                    | 68    |
| Jueves 26 de julio    | Camden                   | Westminster                 | 69    |
| Viernes 27 de julio   | Hampton Court            | Estadio Olímpico de Londres | 70    |